# DJ Yella
Антуан Карраби, более известный под своим сценическим псевдонимом DJ Yella — рэпер, диджей, барабанщик, музыкальный продюсер, режиссёр и порнограф из города Комптон, США. Участник групп World Class Wreckin' Cru и легендарной N.W.A.

## Деятельность в музыке
В начале своей карьеры рэпера состоял в World Class Wreckin’ Cru вместе с Dr. Dre. Позже он стал одним из основателей гангста-рэп группы N.W.A. (вместе с Dr. Dre, Arabian Prince, Ice Cube, MC Ren, и Eazy-E). C его участием вышел дебютный альбом Eazy-E — Eazy-Duz-It и все три альбома N.W.A. Он спродюсировал дебютный альбом для J.J.Fad и Michel'le, с Dre и внёс свой вклад в альбом The D.O.C.’а 1989 г., «No One Can Do It Better». В 2006 году Джерри Хеллер написал, что Дре и Yella работают вместе. Он засвидетельствовал, что между парой нет никакого взаимопонимания, они всегда работают молча и никогда не советуются друг с другом. Yella оставался близким другом Eazy-E и не переставал работать в Ruthless Records после краха N.W.A. Он спродюсировал такие альбомы, как «Not Just a Fad» (1990), «Are u Xpencienced» (1993) и два трека из альбома Eazy-E — «Its On». Он был единственным членом N.W.A., который пришёл на похороны Eazy. В 1996 году Yella выпустил свой дебютный альбом «One Mo Nigga To Go» записанный в Street Life Records, совместно с такими рэперами, как Kokane, B.G Knocc Out, и Dresta. После этого альбома Yella сделал передышку в музыке и начал долгую и успешную карьеру создателя порнофильмов. Yella приписывал себе создание более чем 300 порнофильмов. Также DJ Yella является крёстным отцом второго сына Eazy-E — Baby Eazy-E.
На 26 ноября 2011 года Yella вернулся к музыке и начал делать новый сольный альбом под названием West Coastin'. Предположительное время выхода было назначено — лето 2012 года.
27 июня 2015 года на BET Experience 2015, в Лос-Анджелесе, Ice Cube, MC Ren и DJ Yella, спустя много лет, вновь объединились для выступления как группа N.W.A. и исполнили свои классические треки — «Straight Outta Compton», «Fuck The Police» и «Alwayz Into Somethin». На заднем плане можно видеть видео ряды о преступлениях полиции или с фото оригинального N.W.A. Примечательно, что это первое совместное выступление Ice Cube и DJ Yella после 1989 года, то есть спустя 26 лет. Ещё одним треком был «Chin Check» (при участии Snoop Dogg’a).
15 августа 2015 года вышел фильм «Голос улиц», где DJ Yell’у сыграл Нил Браун младший. На фоне остальных участников его изобразили менее агрессивным.

## Дискография

### Альбомы
- One Mo Nigga ta Go (Album) (1996)
- West Coastin' (Album) (Запланирован)

| Иноформация о альбомах                                                                                              |
| --- |
| One Mo Nigga ta Go - Релиз: 26 Марта 1996 - Позиция в чарте: #82 US, #23 Top R&B/Hip Hop - Сертификат RIAA: Золотой |
| West Coastin' - TBA                                                                                                 |

### Синглы
- Slice / Kru Groove (1984)
- 4 Tha E (Remixes) (1996)
- Dat’s How I’m Livin' (1996)

## Произведения
| Год  | Артист                   | Альбом                                       | Роль                               | Треки |
| ---- | ------------------------ | -------------------------------------------- | ---------------------------------- | --- |
| 1984 | Yella                    | «Slice»/«Kru Groove»                         | Исполнитель                        | Два трека |
| 1985 | World Class Wreckin' Cru | World Class                                  | Вокалист, драм                     | Весь EP |
| 1986 | World Class Wreckin’ Cru | Rapped in Romance                            | Вокалист                           | Весь альбом |
| 1988 | Eazy-E                   | Eazy-Duz-It                                  | Продюсер                           | Весь альбом |
| 1988 | J.J. Fad                 | Supersonic                                   | Продюсер, микс, бэк вокалист       | Весь альбом |
| 1988 | N.W.A                    | Straight Outta Compton                       | Продюсер, исполнитель              | Весь альбом |
| 1989 | The D.O.C.               | No One Can Do It Better                      | Драм                               | «Comm. Blues», «Comm. 2» и «The Grand Finalé» |
| 1989 | Michel’le                | Michel’le                                    | Микс                               | Весь альбом |
| 1990 | N.W.A                    | 100 Miles and Runnin'                        | Продюсер                           | Весь EP |
| 1991 | J.J. Fad                 | Not Just a Fad                               | Продюсер                           | Весь альбом |
| 1991 | N.W.A                    | Niggaz4Life                                  | Продюсер, соавтор                  | Весь альбом; соавтор «Real Niggaz Don’t Die», «Real Niggaz», «She Swallowed It», «I’d Rather Fuck You» и «Approach to Danger»                                      |
| 1991 | Yomo & Maulkie           | Are U Xperienced?                            | Продюсер                           | Весь альбом |
| 1993 | Eazy-E                   | It’s On (Dr. Dre) 187um Killa                | Продюсер, соавтор                  | «Still a Nigga» и «Gimmie That Nutt» (Соавтор обеих песен) |
| 1994 | Bone Thugs-N-Harmony     | Creepin on ah Come Up                        | Продюсер                           | «Intro», "Foe tha Love of $ и «Moe Cheese» |
| 1994 | Menajahtwa               | Cha-licious                                  | Продюсер и исполнительный продюсер | Весь альбом |
| 1994 | N.W.A.                   | Az Much Ass Azz U Want                       | Продюсер                           | «High Timez» |
| 1995 | Eazy-E                   | Str8 off tha Streetz of Muthaphukkin Compton | Продюсер                           | «First Power», «Ole School Shit», «Sippin on a 40», «Tha Muthaphukkin Real», «Lickin, Suckin, Phuckin», «Creep N Crawl», «Gangsta Beat 4 tha Street» и «Eternal E» |
| 1996 | Yella                    | One Mo Nigga ta Go                           | Продюсер и исполнительный продюсер | Весь альбом |